# 聖喬治教堂 (科隆)

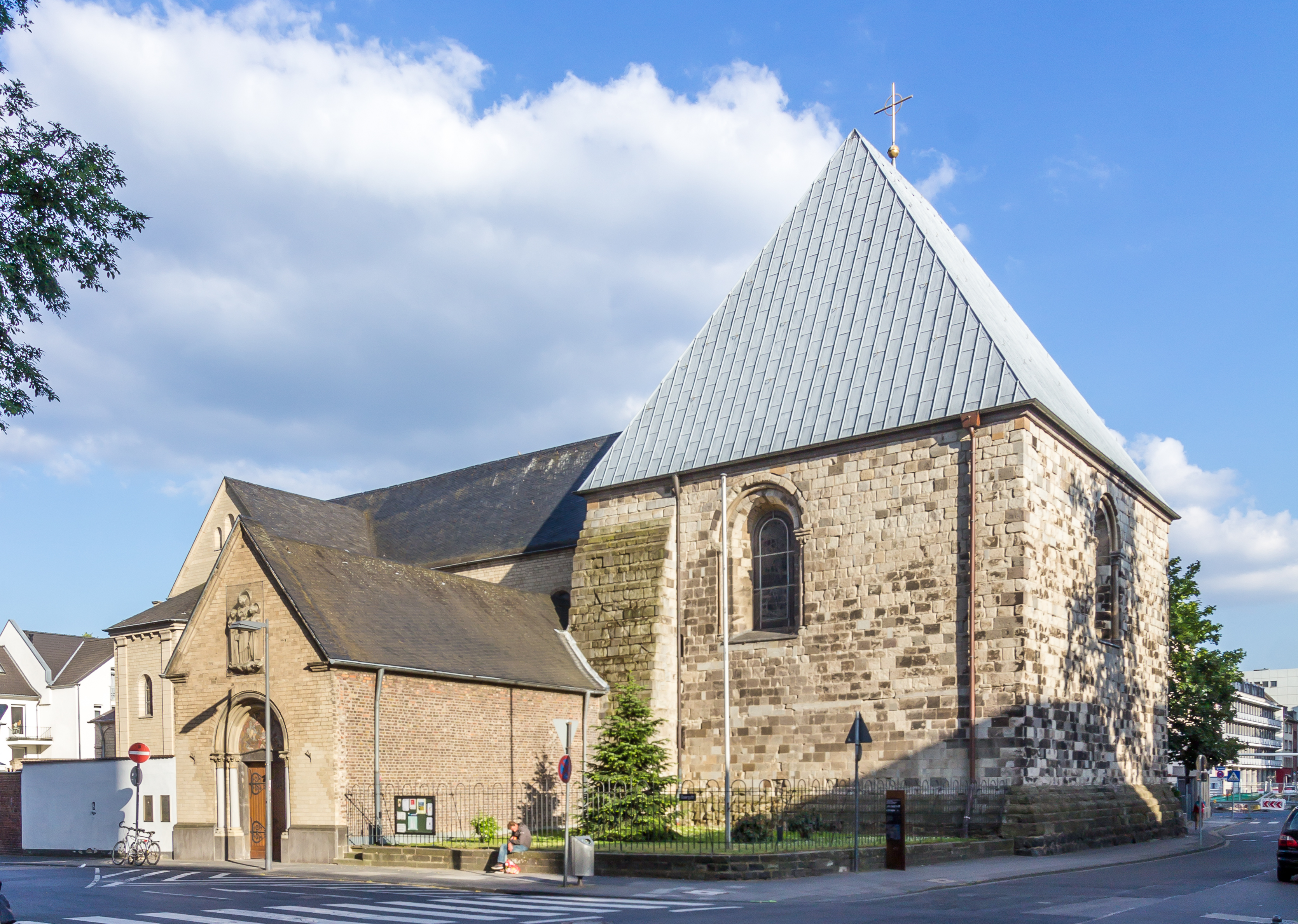

聖喬治教堂（德語：St. Georg）是位於德國城市科隆的一座教堂，建築風格為羅馬式建築。教堂何時開始修建不得而知，但在11世紀末期時已被奉獻。二戰期間教堂曾遭到破壞，但在戰後得到了修復 。

## 外部連結
- Förderverein Romanische Kirchen Köln e.V. （页面存档备份，存于） （德文）
- Romanesque churches of Cologne on Sacred Destinations （页面存档备份，存于） （英文）
- Romanesque churches on Cologne-Tourism （页面存档备份，存于） （德文） （英文） （西班牙文） （法文）